# Championnat des moins de 17 ans de la CONMEBOL 1995
Navigation
Colombie 1993 Paraguay 1997
Le Championnat des moins de 17 ans de la CONMEBOL 1995 est la sixième édition du Championnat des moins de 17 ans de la CONMEBOL qui a eu lieu au Pérou au mois de mai 1995. Ce tournoi sert de qualification pour la Coupe du monde des moins de 17 ans, qui aura lieu en Équateur durant l'été 1995 : seuls les 2 premiers de la poule finale seront directement qualifiés pour la phase finale.
Le Brésil retrouve son rang après sa déconvenue lors de l'édition précédente en gagnant la compétition pour la 3e fois. Il devance son éternel rival, l'Argentine. Les 2 sélections sont qualifiées pour le mondial en Équateur.

## Résultats
La confédération sud-américaine ne compte que 10 membres, il n'y a donc pas d'éliminatoires. Comme l'Équateur est l'organisateur de la prochaine coupe du monde et donc automatiquement qualifié, la sélection équatorienne ne participe pas au championnat sud-américain. Au premier tour, les 9 autres équipes sont réparties en 2 poules (une de 4 et une de 5) et s'y rencontrent une fois. À l'issue du premier tour, les 2 premiers de chaque poule se qualifient pour la poule finale où chaque équipe rencontre 1 fois chacun de ses adversaires. Le premier du classement final est déclaré champion d'Amérique du Sud.

### Premier tour

#### Poule 1
- Matchs disputés à Lima

| Rang | Équipe    | Pts | J | G | N | P | Bp | Bc | Diff |  | Résultats (▼ dom., ► ext.) |  |     |     |     |
| ---- | --------- | --- | - | - | - | - | -- | -- | ---- |  | -------------------------- |  | --- | --- | --- |
| 1    | Argentine | 9   | 3 | 3 | 0 | 0 | 9  | 2  | +7   |  | Argentine                  |  | 2-1 | 2-1 | 5-0 |
| 2    | Uruguay   | 6   | 3 | 2 | 0 | 1 | 9  | 3  | +6   |  | Uruguay                    |  |     | 2-0 | 6-1 |
| 3    | Pérou     | 1   | 3 | 0 | 1 | 2 | 4  | 7  | -3   |  | Pérou                      |  |     |     | 3-3 |
| 4    | Venezuela | 1   | 3 | 0 | 1 | 2 | 4  | 14 | -10  |  | Venezuela                  |  |     |     |     |

#### Poule 2
- Matchs disputés à Trujillo

| Rang | Équipe   | Pts | J | G | N | P | Bp | Bc | Diff |  | Résultats (▼ dom., ► ext.) |  |     |     |     |     |
| ---- | -------- | --- | - | - | - | - | -- | -- | ---- |  | -------------------------- |  | --- | --- | --- | --- |
| 1    | Brésil   | 10  | 4 | 3 | 1 | 0 | 7  | 3  | +4   |  | Brésil                     |  | 1-1 | 2-1 | 2-1 | 2-0 |
| 2    | Chili    | 5   | 4 | 1 | 2 | 1 | 7  | 8  | -1   |  | Chili                      |  |     | 3-2 | 2-4 | 1-1 |
| 3    | Colombie | 4   | 4 | 1 | 1 | 2 | 6  | 6  | 0    |  | Colombie                   |  |     |     | 1-1 | 2-0 |
| 4    | Paraguay | 4   | 4 | 1 | 1 | 2 | 6  | 6  | 0    |  | Paraguay                   |  |     |     |     | 0-1 |
| 5    | Bolivie  | 4   | 4 | 1 | 1 | 2 | 2  | 5  | -3   |  | Bolivie                    |  |     |     |     |     |

### Poule finale
|   | Équipe    | Pts | J | G | N | P | BP | BC | Diff |
| - | --------- | --- | - | - | - | - | -- | -- | ---- |
| 1 | Brésil    | 9   | 3 | 3 | 0 | 0 | 12 | 1  | +11  |
| 2 | Argentine | 4   | 3 | 1 | 1 | 1 | 3  | 2  | +1   |
| 3 | Uruguay   | 2   | 3 | 0 | 2 | 1 | 4  | 5  | -1   |
| 4 | Chili     | 1   | 3 | 0 | 1 | 2 | 4  | 15 | -11  |

|  | Argentine | 2  | 0 | Chili     |
|  | Brésil    | 1  | 0 | Uruguay   |
|  | Argentine | 1  | 1 | Uruguay   |
|  | Brésil    | 10 | 1 | Chili     |
|  | Uruguay   | 3  | 3 | Chili     |
|  | Brésil    | 1  | 0 | Argentine |

### Équipes qualifiées pour la Coupe du monde
Les sélections qualifiées pour la prochaine Coupe du monde sont :
- Équateur - Pays organisateur
- Brésil
- Argentine

### Meilleurs buteurs
- 10 buts :
  -  Marco Antonio
- 7 buts :
  -  Iván Campos
- 6 buts :
  -  Gustavo Biscayzacú

## Sources et liens externes